# بریجپورت (کامیونیتی)، ویسکانسین
بریجپورت (به انگلیسی: Bridgeport) یک منطقهٔ مسکونی در ایالات متحده آمریکا است که در شهرستان کرافورد، ویسکانسین واقع شده‌است. بریجپورت ۲۳۵٫۰ متر بالاتر از سطح دریا واقع شده‌است.